# Grand China Air
Grand China Air Co., Ltd. (GCA) é uma companhia aérea chinesa com sede em Pequim. Sua base principal é o Aeroporto Internacional de Haikou Meilan.

## História
A Grand China Air foi fundada em 29 de novembro de 2007 sob a iniciativa da maior entidade operacional do grupo HNA, para fundir suas operações com as subsidiárias do Grupo HNA Shanxi Airlines, Chang An Airlines e China Xinhua Airlines.
A Grand China Air era propriedade de 23 acionistas. Os 5 principais acionistas foram Hainan Development Holdings (24,97%), HNA Group (23,11%), Starstep (9,57%), Haikou Meilan International Airport (8,30%) e Shenhua Group (5,56%).

## Frota
A frota da Grand China Air consiste nas seguintes aeronaves (Setembro de 2019):
| Aeronaves      | Em Serviço | Ordens | Passageiros | Notas |
| -------------- | ---------- | ------ | ----------- | ----- |
| Boeing 737-800 | 3          | –      | 164         |       |
| Total          | 3          | 0      |             |       |